# Makenna Jones
Makenna Jones (26 februari 1998) is een tennisspeelster uit de Verenigde Staten van Amerika. Jones begon met tennis toen zij drie jaar oud was. Zij speelt rechtshandig. Zij is actief in het internationale tennis sinds 2014, maar kreeg pas in 2021 een notering op de WTA-ranglijst.

## Loopbaan
In 2021 won Jones met Elizabeth Scotty de NCAA doubles waarmee zij een wildcard kregen voor het WTA-toernooi van San José. Ook voor het US Open kregen zij samen een wildcard, waarmee Jones haar eerste grandslamtoernooi speelde.
In 2022 veroverde Jones haar eerste enkelspeltitel, op het ITF-toernooi van San Diego (VS), waar zij als kwalificante de finale won van landgenote Megan McCray.
In mei 2023 won Jones haar zesde ITF-dubbelspeltitel, op het $100k-toernooi van Bonita Springs (VS) samen met landgenote Jamie Loeb. Daarmee maakte zij haar entrée tot de mondiale top 150 van het dubbelspel.

## Posities op deWTA-ranglijst
Positie per einde seizoen:
| jaar | rang enkelspel | rang dubbelspel |
| ---- | -------------- | --------------- |
| 2021 | –              | 1348            |
| 2022 | 586            | 316             |
| 2023 | 242            | 123             |

## Resultaten grandslamtoernooien
| Legenda | Legenda                          |
| ------- | -------------------------------- |
| g.t.    | geen toernooi gehouden           |
| l.c.    | lagere categorie                 |
| –       | niet deelgenomen                 |
| G       | uitgeschakeld in de groepsfase   |
| 1R      | uitgeschakeld in de eerste ronde |
| 2R      | uitgeschakeld in de tweede ronde |
| 3R      | uitgeschakeld in de derde ronde  |
| 4R      | uitgeschakeld in de vierde ronde |
| KF      | uitgeschakeld in de kwartfinale  |
| HF      | uitgeschakeld in de halve finale |
| F       | de finale verloren               |
| W       | het toernooi gewonnen            |
| w-v     | winst/verlies-balans             |

### Enkelspel
geen deelname

### Vrouwendubbelspel
| toernooi        | 2021 |    | 2023 |
| --------------- | ---- | -- | ---- |
| Australian Open | –    | –  |      |
| Roland Garros   | –    | –  |      |
| Wimbledon       | –    | 1R |      |
| US Open         | 1R   | 1R |      |